# Unión Lara Fútbol Club
Unión Lara Fútbol Club' é um clube de futebol da Venezuela. Atualmente participa da 2ª Divisão do Campeonato Venezuelano de Futebol.